# Сидоров, Михаил Игоревич
Михаил Игоревич Сидоров (род. 25 июня 1997, Ярославль) — российский хоккеист, защитник.

## Карьера
Воспитанник ярославского хоккея. В сезоне 2013/2014, выступая в первенстве России (до 17 лет) стал чемпионом и был признан лучшим защитником. Сезон 2014/2015 провёл в МХЛ в составе «Локо».
С 2015 по 2019 года — выступал в системе ХК «Ак Барс». Играл как за главную команду, выступающую в КХЛ, так и за аффилированный клуб «Ирбис», выступающий в МХЛ.
С 2019 по 2020 год выступал в родном «Локомотиве». Осенью 2020 года перебрался в китайский хоккейный клуб «Куньлунь Ред Стар», который в связи с эпидемиологической обстановкой в Мире вынужден провести сезон 2020/2021 в подмосковных Мытищах. В 6 матчах в составе китайского клуба он не набрал результативных очков при показателе полезности «-1». Уже в октябре того же года игрок перешёл в нижнекамский «Нефтехимик». 29 июля 2024 года контракт был расторгнут.

## Достижения
- Бронзовый призёр молодёжного чемпионата мира 2017 года
- Обладатель Кубка Гагарина 2018